# Зима 1708—1709 годов

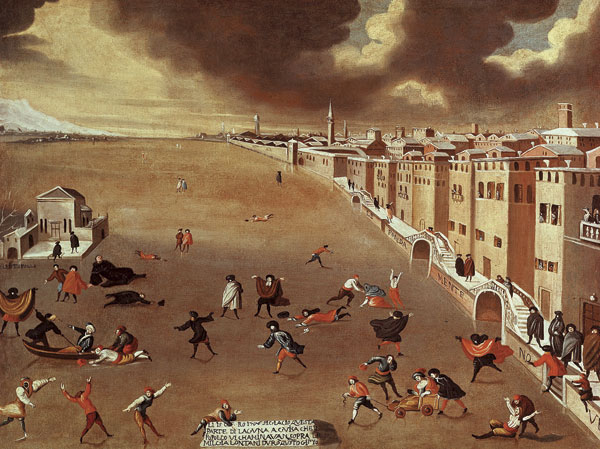
«Le lagon gelé en 1708», Габриэле Белла — часть лагуны, замёрзшей в 1708 году, Венеция, Италия

Зима 1708—1709 годов — необычайно холодная зима в Европе в конце 1708 — начале 1709 годов, которая стала самой холодной зимой в Европе за последние 500 лет. В Великобритании известна как Великий Мороз (англ. Great Frost), во Франции — Великая Зима (фр. Le Grand Hiver). Суровый мороз произошёл во время уменьшения количества солнечных пятен, более известного как минимум Маундера.

## Значимость
Температура начала падать в ночь на 6 января 1709 года. Уильям Дерхам, находившийся в то время в Апминстере (близ Лондона), 10 января зафиксировал температуру −12 °C — самую низкую за время своих наблюдений за погодой, начавшихся в 1697 году. 14 января его современники из Парижа, также наблюдавшие за погодой, отмечали понижение температуры до −15 °C. В Философских трудах Королевского общества Дерхам писал:

Я полагаю, что Мороз был более великим (если не более всеобъемлющим), чем любой другой в Памяти Человечества.
Оригинальный текст (англ.)I believe the Frost was greater (if not more universal also) than any other within the Memory of Man.

В ту зиму почва промёрзла более чем на метр; моря, озёра и реки замёрзли; на полях вымерз весь урожай, мороз уничтожил оливковые деревья и виноградники, а в реках и озёрах замёрзла рыба. Из Дании в Швецию люди ходили пешком по льду, поскольку судоходство в южной части Северного моря остановилось, в Англии выпавший глубокий снег не таял неделями. Во Франции зима нанесла особенно большой ущерб, так как повлекла за собой голод, из-за которого к концу 1710 года погибли примерно 600 000 человек. В Париже, самом большом городе того времени, погибло 24 000 человек. Поскольку голод происходил во время войны, некоторые современники-националисты утверждали, что гибель стольких человек во Франции повлекло не голодание, а сама война. Наименее суровые условия были в Ирландии и Шотландии, но и там плохая погода привела к серьезным неурожаям. В Ирландии, где бедняки теперь зависели от картофеля, резко возросла смертность. К счастью, ирландский Тайный совет сразу запретил вывоз зерна, что спасло тысячи жизней.
Также суровую зиму считают одной из причин массовой эмиграции из Центральной Европы жителей немецкого региона Пфальц (см. Палатины).
Большую роль сильный мороз сыграл в Северной войне, а именно: осенью 1708 года войска Карла XII вели боевые действия против русской армии Петра I на Украине; арктический холод за несколько месяцев уничтожил практически половину шведской армии во время пребывания на территории Украины, что в конце концов и определило её поражение вместе с войсками Ивана Мазепы в Полтавской битве в июле 1709 года.
Елизавета-Шарлотта Пфальцская, герцогиня Орлеанская, писала в письме своей двоюродной бабушке из Германии о том, как она дрожала от холода и едва держала перо, несмотря на зажжённый рядом с ней огонь и закрытую дверь, а вся она была завёрнута в меха. Елизавета писала:

Никогда в своей жизни не видела такой зимы, как эта.

Этой же зимой немецкий физик Габриель Фаренгейт, погружая термометр в тающую смесь снега с нашатырём и поваренной солью, принял чрезвычайно низкую температуру в Гданьске (−17.8 °C) за нуль для своей шкалы.

## Европейский Проект тысячелетия

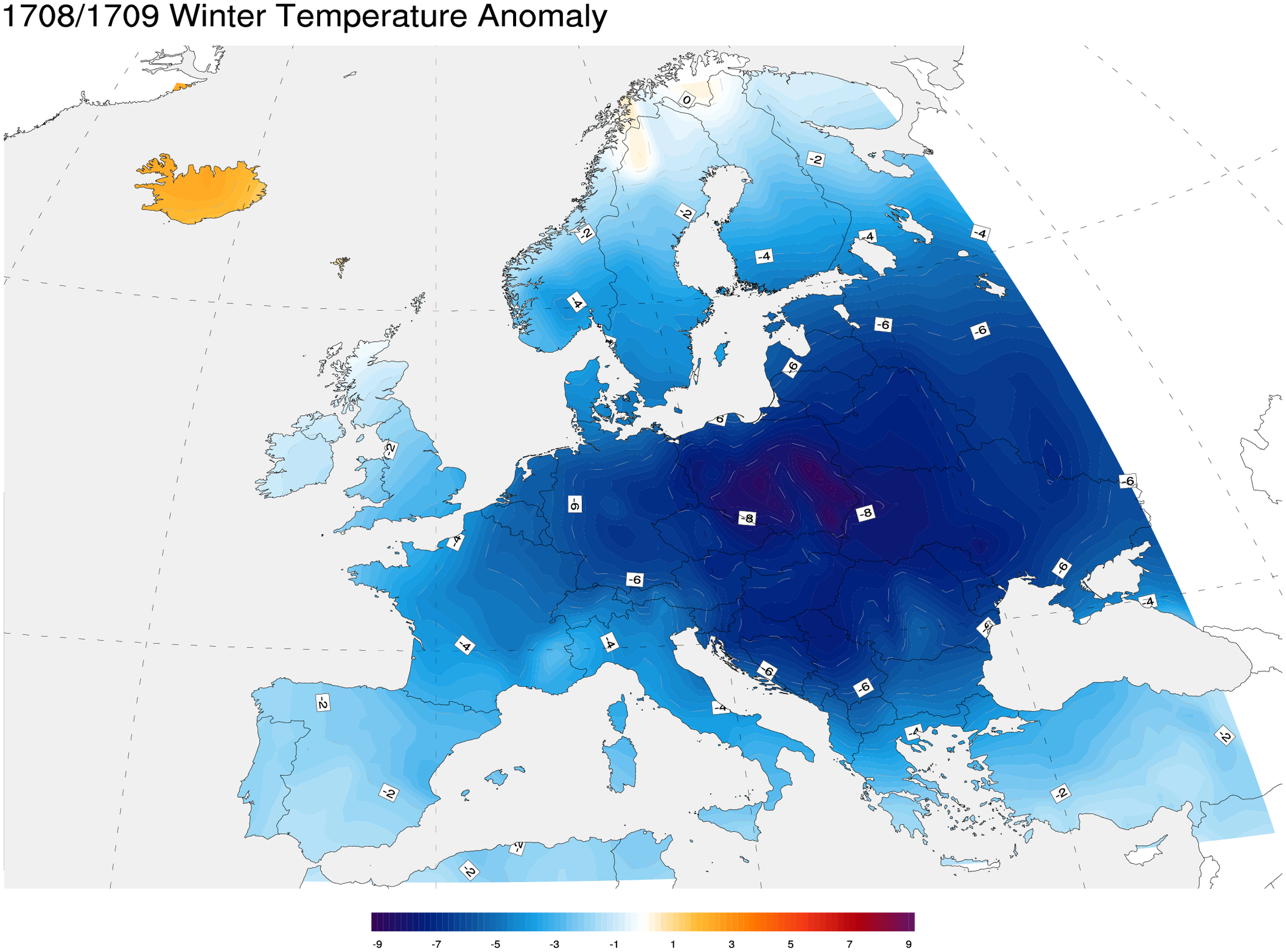
Отклонения температуры зимой 1708/1709 года по отношению к климату 1971—2000 годов

Одной из ключевых целей европейского аналитического центра Проект тысячелетия (англ. The Millennium Project) является воссоздание климата, и в последние годы эта цель приобрела большее значение, так как климатологи стали изучать точные причины изменений климата, а не просто фиксировать эти изменения в пределах какого-либо исторического диапазона. Эта зима привлекла их внимание, поскольку они не смогли сопоставить известные причины похолодания в Европе с погодной моделью, задокументированной в 1709 году. Деннис Уилер, климатолог из Университета Сандерленда, отметил, что этой зимой происходило что-то необычное.